# Blästa
Blästa kan också vara en synonym för blästerugn.
Blästa heter en liten by i Rogsta socken i Hälsingland. Närmaste större ort är Hudiksvall som ligger cirka 10 km bort. Mitt i byn ligger Blästatjärnen, nu delvis igenvuxen.